# ماينبورغ
ماينبورغ (بالألمانية: Mainburg) هي بلدة ألمانية تقع في ألمانيا في منطقة كلهايم.